# Elvira Dones
Elvira Dones (* 24. Juli 1960 in Durrës, Albanien) ist eine albanische Schriftstellerin, Drehbuchautorin und Dokumentarfilmerin, die auch Bürgerin der Schweiz und der USA ist.

## Biographie
Dones wurde in der Hafenstadt Durrës geboren. Mit vier Jahren begann sie zu lesen, glaubt aber, dass sie damals von Marx’ Kapital nichts verstanden habe. Schon in der Schulzeit begann sie zu schreiben. Sie hat an der Universität Tirana albanische Literatur und Anglistik studiert. 1988 arbeitete sie für das staatliche Fernsehen, nachdem sie bereits im Alter von 16 Jahren erste Fernsehauftritte gehabt hatte. Mit 20 Jahren wurde Dones zum ersten Mal Mutter – später bekam sie nochmals zwei Kinder.
Von einer Dienstreise im Jahr 1988 kehrte sie nicht mehr nach Albanien zurück: Sie hatte am Internationalen Filmfestival von Mailand ihren zukünftigen Ehemann getroffen und sich kurzfristig entschlossen, ihm zu folgen. So kam sie am 25. Oktober 1988 in die Schweiz. In Albanien wurde sie in der Folge in Abwesenheit wegen Landesverrat zu einer Gefängnisstrafe verurteilt. Weiter wurde ihr der Kontakt mit ihrem jungen Sohn bis 1992, nachdem das kommunistische Regime zusammengebrochen war, verweigert. Dones lebte bis 2004 in der Schweiz, wo sie als Schriftstellerin und Fernsehjournalistin arbeitete und auch mehrere – unter anderem für das TSI – Dokumentarfilme produzierte. Von 2004 bis 2015 lebte sie in den Vereinigten Staaten, zuerst in Washington, D.C., später in der San Francisco Bay Area. Seit 2015 lebt sie wieder im Tessin.
Ihre Bücher hat sie auf Albanisch oder Italienisch verfasst. Mit ihren Filmen hat sie mehrere Auszeichnungen gewonnen und war für weitere nominiert. Ihr bedeutender Dokumentarfilm „Sworn Virgin“ berichtet vom Leben von Eingeschworenen Jungfrauen, Frauen in Nordalbanien, die in der Gesellschaft die Rolle von Männern übernehmen, nachdem sie ewige Jungfräulichkeit geschworen haben. Die Reportage wurde im Jahr 2007 beim „Women’s Film Festival“ von Baltimore als bester Dokumentarfilm ausgezeichnet. Beim „Prix Littéraire des Jeunes Européens“ hat sie 2016 für ihr Buch Une petite guerre parfaite den Sonderpreis der Jury erhalten. Ihr Buch Vergine giurata wurde 2015 von Laura Bispuri mit Alba Rohrwacher in der Hauptrolle verfilmt. Die englische Übersetzung Sworn Virgin erhielt eine Auszeichnung des englischen P.E.N. Sie wird als „eine der wichtigsten albanischen Gegenwartsautorinnen“ (Martina Läubli: Neue Zürcher Zeitung) bezeichnet.
2015 war Dones Kandidatin für das Amt als Direktorin des staatlichen albanischen Fernsehens. Sie produziert noch immer Dokumentarfilme, 2017 einen über Alberto Nessi.

## Literarisches Werk
„Eine der hervorragendsten Autorinnen unserer Zeit.“

Das erste Buch Dashuri e huaj (Fremde Liebe) hat autobiographische Themen. Generell macht Dones wiederholt die Rolle der Frau in der Emigration zum Thema. Ihre Schilderungen in Yjet nuk vishën kështu/Sole bruciato von albanischer Mafia und Frauenhandel in Italien löste in ihrer Heimat heftige Diskussionen aus.

Andere Bücher sind Sammlungen von Kurzgeschichten. Dashuri e huaj ist eine autobiographische Geschichte.

„Seit jeher durchquert die aus Tirana stammende Autorin die Kulturen und die Sprachen. Heute pendelt sie zwischen der Italienischen Schweiz und den Vereinigten Staaten, schreibt abwechslungsweise auf Italienisch und Albanisch, übersetzt sich selbst und lässt Figuren mit wankender Identität auftreten, welche auf der Durchfahrt oder verbannt sind.“

- La breve vita di Lukas Santana, La nave di Teseo, Mailand 2023,
  - Jeta e shkurtër e Lukas Santanës, Botime Pegi, Tirana 2024
- Piccola guerra perfetta. Einaudi, Turin 2011.
  - Kleiner sauberer Krieg. Ink Press Verlag, Zürich 2018.
  - Une petite guerre parfaite. Métailié, Paris 2013.
  - Luftë e vogël e përkorë. Dudaj Publishing House, Tirana 2012.
- Vergine giurata. Feltrinelli, Mailand 2007.
  - Virgen jurada, Errata Naturae, Madrid 2025.
  - Hana. Ink Press Verlag, Zürich 2016.
  - Sworn Virgin. And Other Stories Publishing, London 2014.
  - Zaprzysiezona dziewica. DodoEditor Publisher, Krakau 2010.
  - Hana. Sejko Publishing House, Elbasan 2007.
- Më pas heshtja. Sejko Publishing House, Elbasan 2004.
  - I mari ovunque. Interlinea, Novara 2007.
- I Love Tom Hanks. Kurzgeschichten, Sejko Publishing House, Elbasan 2002.
- Ditë e bardhë e fyer. Sejko Publishing House, Elbasan 2001.
  - Bianco giorno offeso. Interlinea, Novara 2004.
- Yjet nuk vishën kështu. Sejko Publishing House, Elbasan 2001.
  - Verbrannte Sonne. Ink Press Verlag, Zürich 2020.
  - Soleil brûlé. Editions Anne Carrière, Paris 2005.
  - Sole bruciato. Feltrinelli, Mailand 2001.
- Lule të gabuara. Kurzgeschichten, Onufri, Tirana 1999.
- Kardigan. Çabej, Tirana 1998.
- Dashuri e huaj. Çabej, Tirana 1997.
  - Senza bagagli. Besa, Lecce 1998.

## Filmografie
- 2003: Cercando Brunilda
- 2004: I ngujuar/Inchiodato (Genagelt)[16]
- 2006: Sworn Virgins (englisch; über die eingeschworenen Jungfrauen Albaniens)[17]
- 2010: Don't Kill My Father